# Heterotremata
Heterotremata é um clado de caranguejos que inclui as espécies nas quais as aberturas genitais femininas estão localizadas no esterno e as masculinas nas patas. Inclui 68 famílias agrupadas em 28 superfamílias.

## Superfamílias
A clade Heterotremata inclui as seguintes famílias:
- Aethroidea
- Bellioidea
- Bythograeoidea
- Calappoidea
- Cancroidea
- Carpilioidea
- Cheiragonoidea
- Corystoidea
- Dairoidea
- Dorippoidea
- Eriphioidea
- Gecarcinucoidea
- Goneplacoidea
- Hexapodoidea
- Leucosioidea
- Majoidea
- Orithyioidea
- Palicoidea
- Parthenopoidea
- Pilumnoidea
- Portunoidea
- Potamoidea
- Pseudothelphusoidea
- Pseudozioidea
- Retroplumoidea
- Trapezioidea
- Trichodactyloidea
- Xanthoidea